# ویلهلم فون توما
ویلهم ریتر فون توما (انگلیسی: Wilhelm Ritter von Thoma; ۱۱ سپتامبر ۱۸۹۱ – ۳۰ آوریل ۱۹۴۸) فرد نظامی اهل آلمان بود. وی همچنین برندهٔ جوایزی همچون صلیب شوالیه آهنین و صلیب اسپانیایی شده‌است.